# Bukovik
Bukovik är ett berg i Nordmakedonien. Det ligger i kommunen Pehčevo, i den östra delen av landet, 130 kilometer öster om huvudstaden Skopje. Toppen på Bukovik är 1 511 meter över havet.